# Hubertus de Saxe-Cobourg et Gotha (1961)
Pour les articles homonymes, voir Hubertus de Saxe-Cobourg et Gotha (homonymie).
Hubertus de Saxe-Cobourg et Gotha, né le 8 décembre 1961 à Herrenberg, en Allemagne de l’Ouest, est un membre de la maison de Saxe-Cobourg et Gotha.

## Biographie
Hubertus de Saxe-Cobourg et Gotha, né le 8 décembre 1961, est le fils aîné d’Ernest-Léopold de Saxe-Cobourg et Gotha (1935-1996) et de sa première épouse, Ingeborg Henig (née en 1937), mariés en 1961 et divorcés en 1963,.
Ses arrière grands-parents paternels sont le dernier duc souverain de sa maison Charles-Édouard de Saxe-Cobourg et Gotha (1884-1954) et son épouse, la princesse Victoria-Adélaïde de Schleswig-Holstein-Sonderbourg-Glücksbourg (1885-1970).
Par son arrière grand-père paternel, Charles-Édouard de Saxe-Cobourg, le prince Hubertus est un arrière petit-fils du prince Léopold, duc d’Albany (1853-1884), fils puîné de la reine Victoria, et de la princesse Hélène de Waldeck-Pyrmont (1861-1922).
Hubertus de Saxe-Cobourg épouse à Garmisch-Partenkirchen, le 9 mars 1993, Barbara Weissmann, née à Kaiserslautern le 21 mai 1959. Le couple divorce le 12 septembre 2012. Ils sont parents d'un fils : 
- Sebastian Hubertus de Saxe-Cobourg et Gotha (né à Kaiserslautern le 16 janvier 1994)[5],[1].